# Ambulyx regia
Ambulyx regia là một loài bướm đêm thuộc họ Sphingidae. Loài này có ở Trung Quốc (Quảng Tây).